# Игумново (Шекснинский район)
Игумново — деревня в Шекснинском районе Вологодской области.
Входит в состав сельского поселения Чуровского, с точки зрения административно-территориального деления — в Чуровский сельсовет.
Расстояние по автодороге до районного центра Шексны — 11 км, до центра муниципального образования Чуровского — 2 км. Ближайшие населённые пункты — Чуровское, Улошково, Разбуй.
По переписи 2002 года население — 31 человек (13 мужчин, 18 женщин). Преобладающая национальность — русские (94 %).